# Умео
Уме́о (швед. Umeå, Umeåⓘ) — місто на півночі Швеції, адміністративний центр лену Вестерботтен і комуни Умео. Розташоване на річці Умеельвен, приблизно за 10 км від її гирла — місця впадіння у Ботнічну затоку Балтійського моря. Населення міста становить 79595 осіб.
У місті розвинуті машинобудування та деревообробна промисловість. Через порт Умео здійснюється експорт деревини. Поблизу Умео розташована ГЕС «Стурноррфорс» — одна з найбільших у Швеції. У місті є університет, заснований 1965 року, в якому навчається кілька десятків тисяч студентів.
На 2014 рік Європейський союз надав місту статус Культурної столиці Європи (разом з Ригою, столицею Латвії).

## Історія
Перша письмова згадка про сьогоднішнє місто датується 14 століттям. До цього періоду північна частина Швеції, разом з землями Вестерботтен та Норрботтен, була заселена кочовими племенами Саамів і на точному місці сучасного міста Умео не було постійного поселення. Назва міста, як вважається, походить від давньоскандинавського слова Úma, яке означає ревіння. Таким чином назва міста означає Ревуча Річка.
Таким чином, вздовж узбережжя, де розташоване сучасне місто Умео, з'явилися постійні поселення Германських народів, котрі просувалися вверх човнами по Ботнічній бухті, одночасно надаючи германські назви містам та селам на західному узбережжі бухти. Деякі Квени мали постійні поселення на західному узбережжі бухти (Пітео та Лулео), але вони поступово були асимільовані Германськими племенами, хоча збереглися деякі фінські назви озер та сіл. Південна частина західного узбережжя Ботнічної бухти (Умео та Шеллефтео) вже була заселена Германськими племенами щонайменше від 14 століття, але також можливо ще з часів Вікінгів або й раніше.
Умео в його першій формі існувало у вигляді парафії з дерев'яною церквою та торговим постом в частині міста, яка сьогодні відома під назвою Бакен. Розташування міста коло річки та близько берега моря ймовірно стало однією з причин, що люди селилися там. Упродовж наступних кількох століть Умео було місцем, яке складалося з розсіяних парафій, де купці торгували з Саамами, а також останнім населеним місцем перед північною пустелею. Тим не менш, реальне місто не було збудоване на місці, попередньо вибране королем і воно втратило статус міста наприкінці XVI століття.
У 1622 році місто було знову засноване Густавом ІІ Адольфом.

## Географія

### Клімат
Місто Умео розташоване на межі вологого континентального та бореального клімату з коротким та сприятливо теплим літом. Зима тут є довгою та є морозною, але зважаючи на широту є дуже м'якою через вплив Гольфстриму.
| Клімат аеропорт Умео                       | Клімат аеропорт Умео | Клімат аеропорт Умео | Клімат аеропорт Умео | Клімат аеропорт Умео | Клімат аеропорт Умео | Клімат аеропорт Умео | Клімат аеропорт Умео | Клімат аеропорт Умео | Клімат аеропорт Умео | Клімат аеропорт Умео | Клімат аеропорт Умео | Клімат аеропорт Умео | Клімат аеропорт Умео |
| Показник                                   | Січ.                 | Лют.                 | Бер.                 | Квіт.                | Трав.                | Черв.                | Лип.                 | Серп.                | Вер.                 | Жовт.                | Лист.                | Груд.                | Рік                  |
| Абсолютний максимум, °C                    | 12,0                 | 9,0                  | 14,2                 | 21,5                 | 27,8                 | 33,5                 | 32,2                 | 30,2                 | 25,5                 | 18,8                 | 13,4                 | 9,5                  | 33,5                 |
| Середній максимум, °C                      | −3,2                 | −2,6                 | 1,8                  | 7,2                  | 13,6                 | 18,0                 | 21,4                 | 19,8                 | 14,9                 | 7,4                  | 2,3                  | −0,6                 |                      |
| Середня температура, °C                    | −7,2                 | −6,9                 | −3                   | 2,4                  | 8,1                  | 12,5                 | 16,2                 | 14,8                 | 10,1                 | 3,6                  | −0,9                 | −4,4                 |                      |
| Середній мінімум, °C                       | −11,1                | −11,1                | −7,7                 | −2,4                 | 2,5                  | 7,0                  | 10,9                 | 9,7                  | 5,2                  | −0,2                 | −4                   | −8,1                 |                      |
| Абсолютний мінімум, °C                     | −38                  | −38,2                | −32,4                | −25,5                | −9                   | −4,5                 | −1                   | −2,5                 | −7,5                 | −20,2                | −29                  | −34                  | −38,2                |
| Середня кількість сонячних годин на місяць | 30,8                 | 73,8                 | 166,9                | 212,2                | 271,3                | 285,2                | 287,9                | 223,9                | 157,1                | 103,4                | 47,9                 | 26,0                 |                      |
| Норма опадів, мм                           | 37.3                 | 29.8                 | 27.7                 | 28.7                 | 45.0                 | 63.5                 | 76.2                 | 71.1                 | 38.9                 | 51.9                 | 52.3                 | 44.4                 |                      |
| ------------------------------------------ | -------------------- | -------------------- | -------------------- | -------------------- | -------------------- | -------------------- | -------------------- | -------------------- | -------------------- | -------------------- | -------------------- | -------------------- | -------------------- |
| Джерело:                                   |                      |                      |                      |                      |                      |                      |                      |                      |                      |                      |                      |                      |                      |

## Транспорт
Через місто прокладено дві європейські автомагістралі (E4 і E12).

Приблизно за 4 км від центру міста знаходиться аеропорт Умео. 
Ботніабанан прокладено уздовж Високого берега через Ерншельдсвік до Умео. 
Ця залізниця була відкрита 28 серпня 2010 року. 
Місто обслуговують дві залізничні станції Умео-Центральне та Умео-Східне
З порту Умео курсує пором Wasaline час у дорозі до Вааси займає чотири години.

## Культура
- Бібліотека університету Умео
- Музей Вестерботена
- Скульптурний парк Умедален
- Народна газета Вестерботтена
- Норландська опера

## Уродженці
- Єва Дальгрен (* 1960) — шведська поп-співачка і письменниця.
- Йонна Патриція Марі Сундлінг (швед. Jonna Patricia Marie Sundling) — шведська лижниця, олімпійська чемпіонка, чотириразова чемпіонка світу.

## Галерея

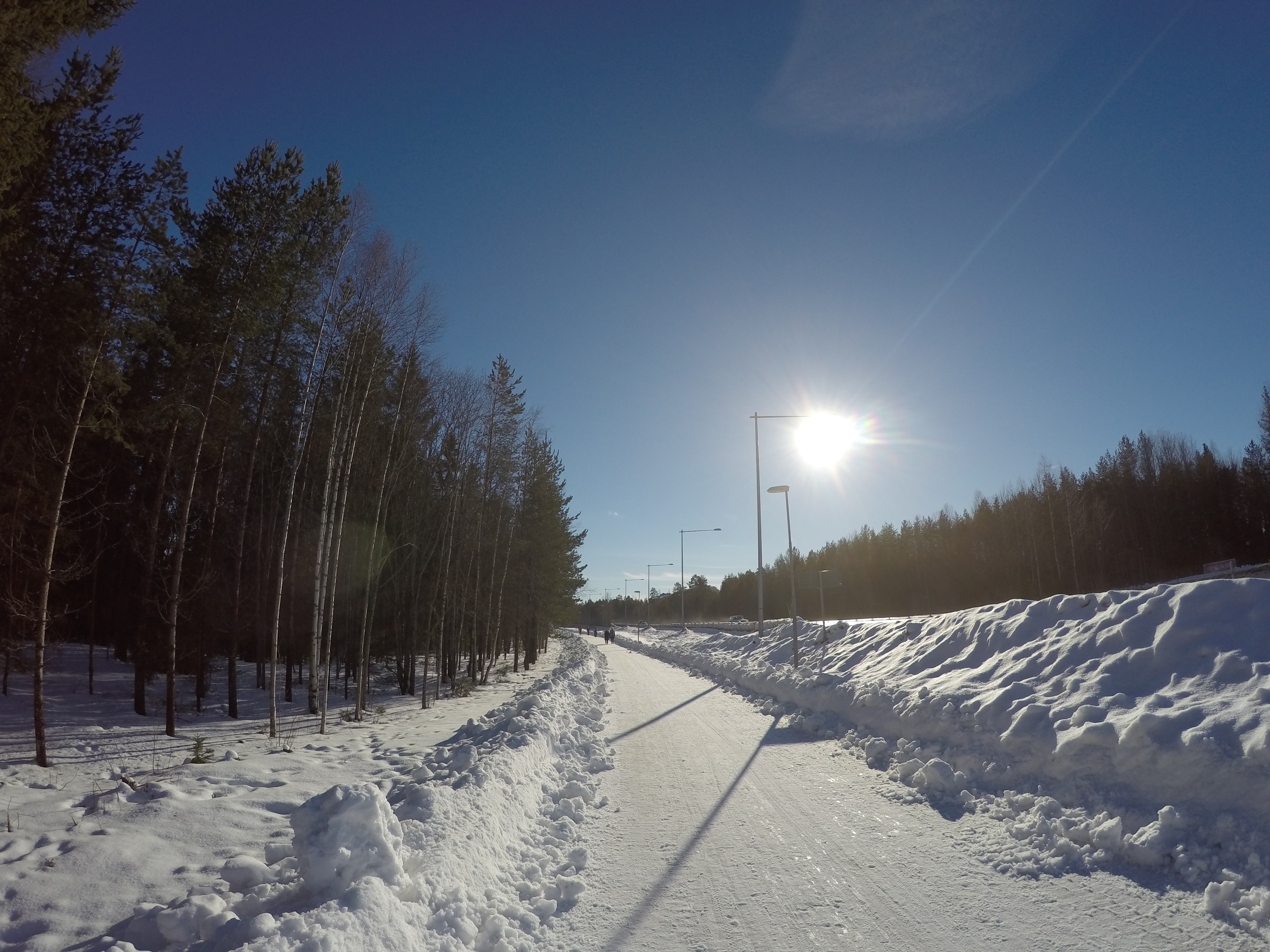
Зима в Умео
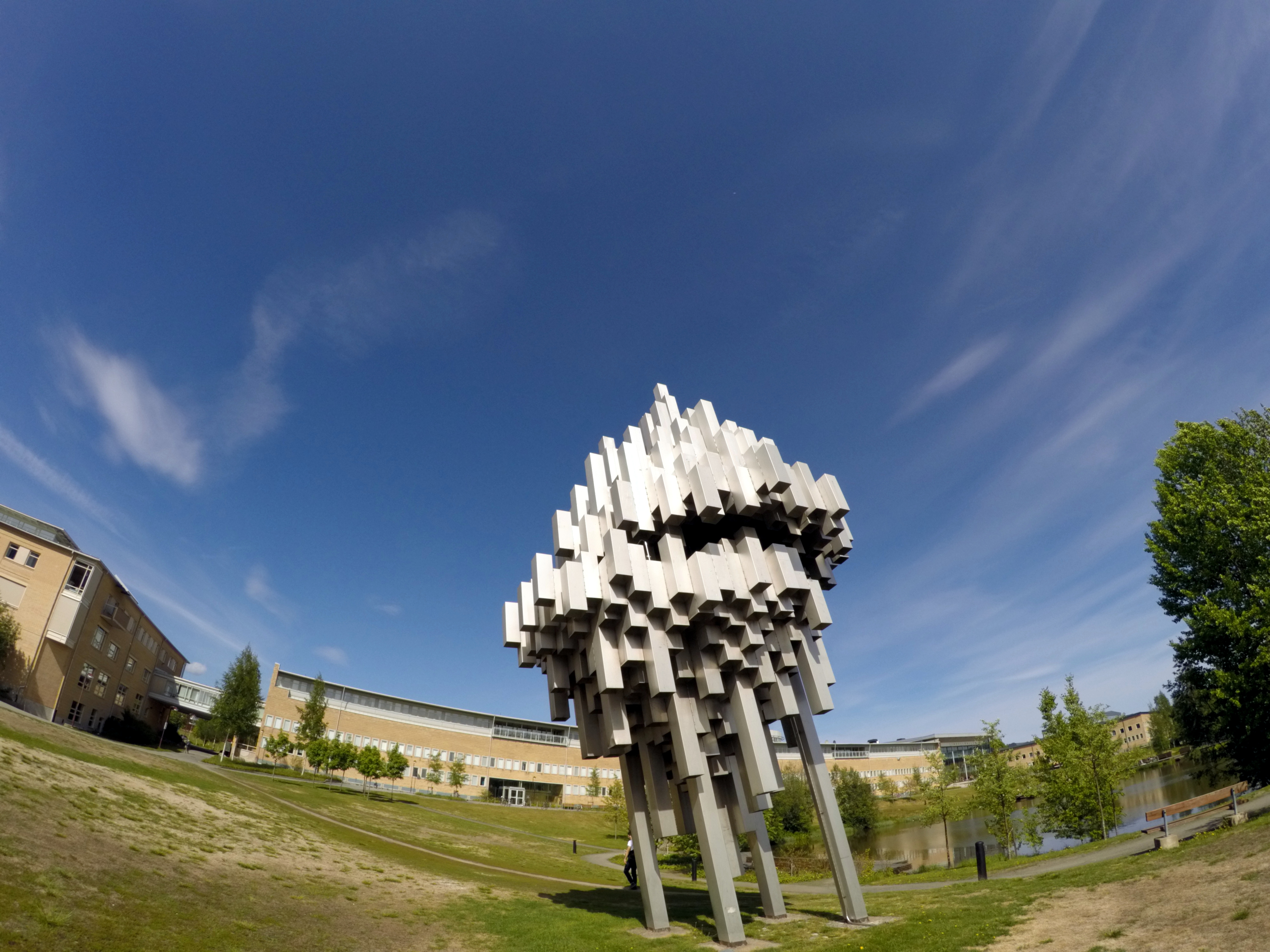
Пам'ятник північному сяйву в Умео
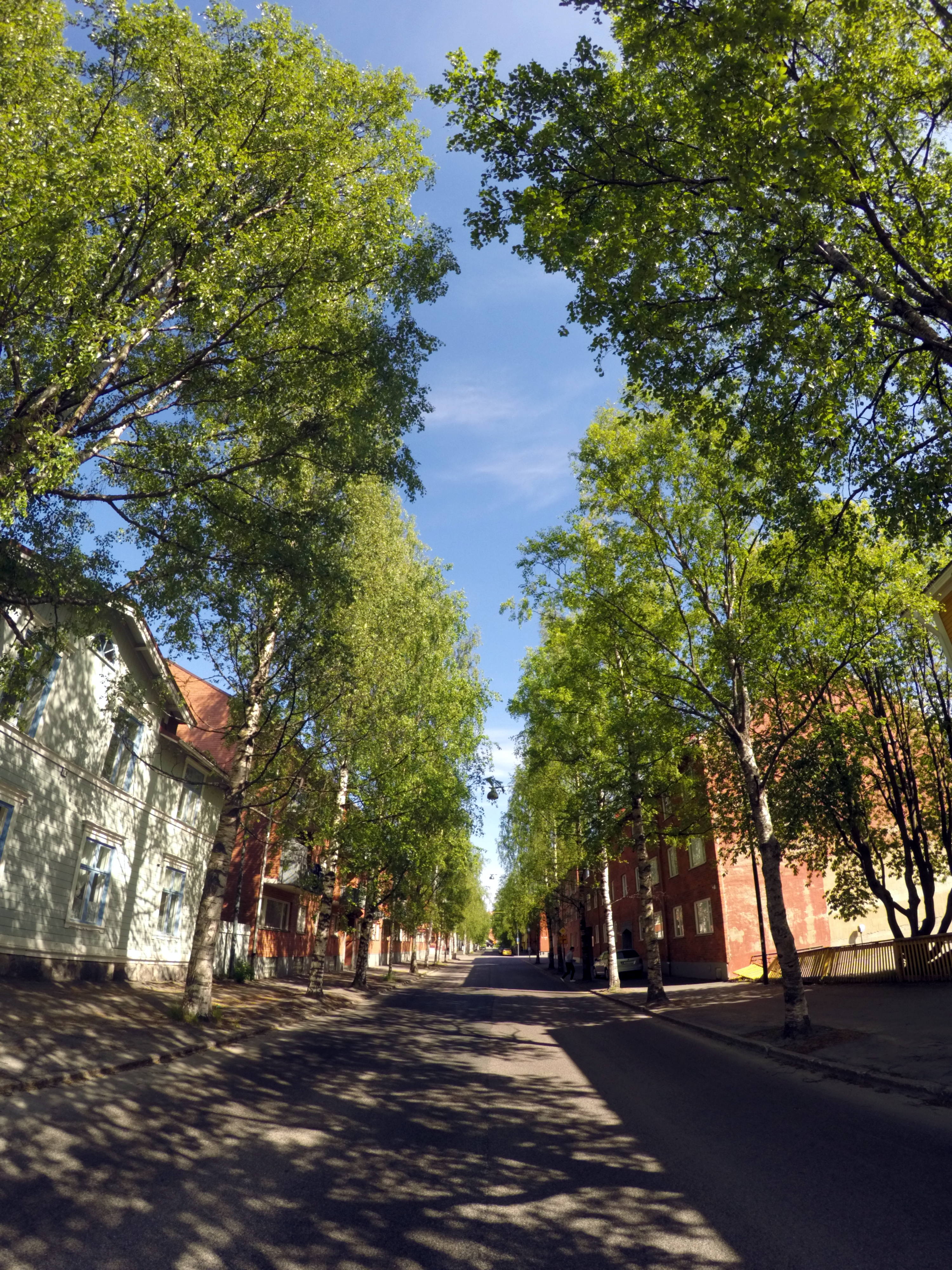
Вулиця в Умео, 2016 р.
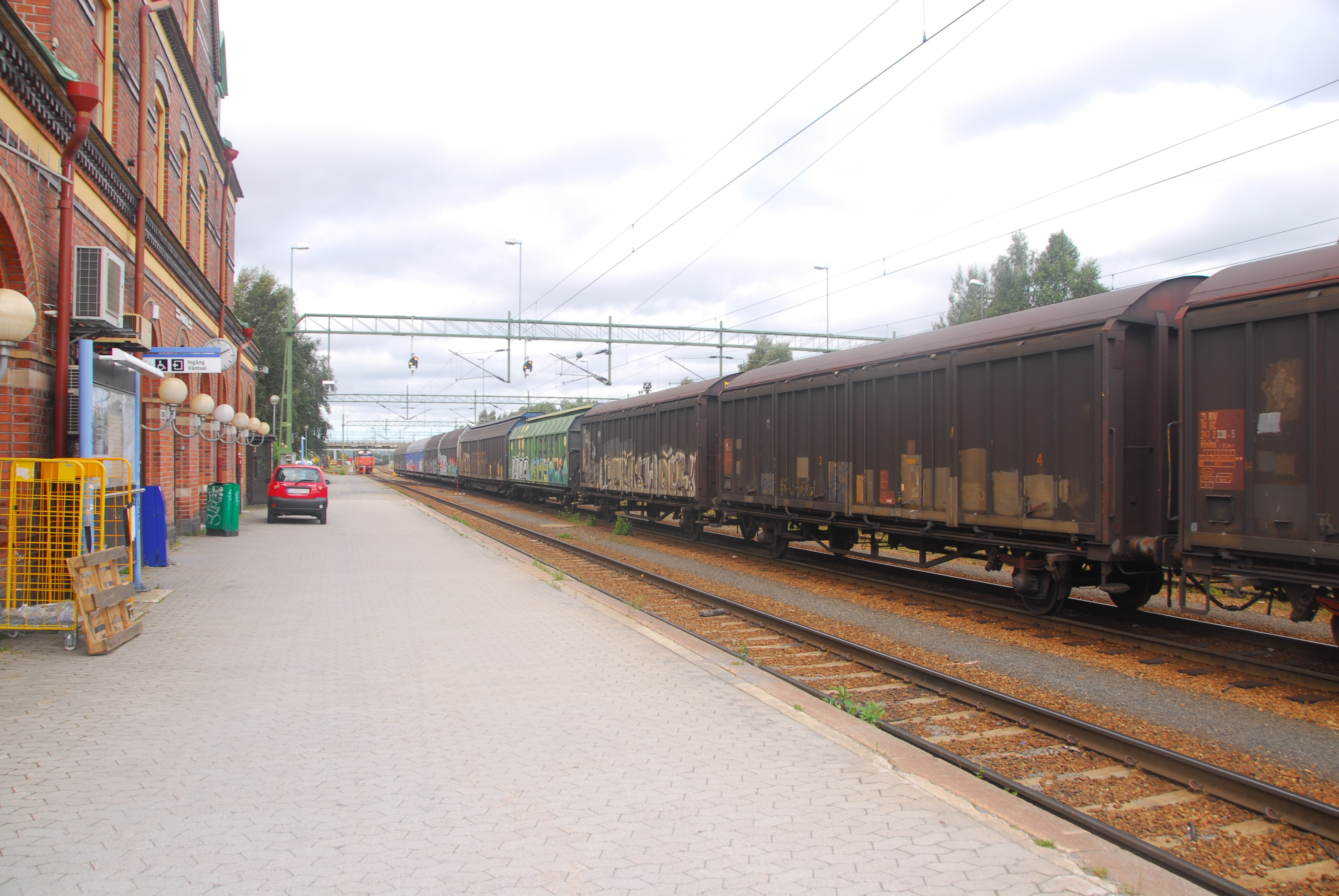
Центральний вокзал Умео
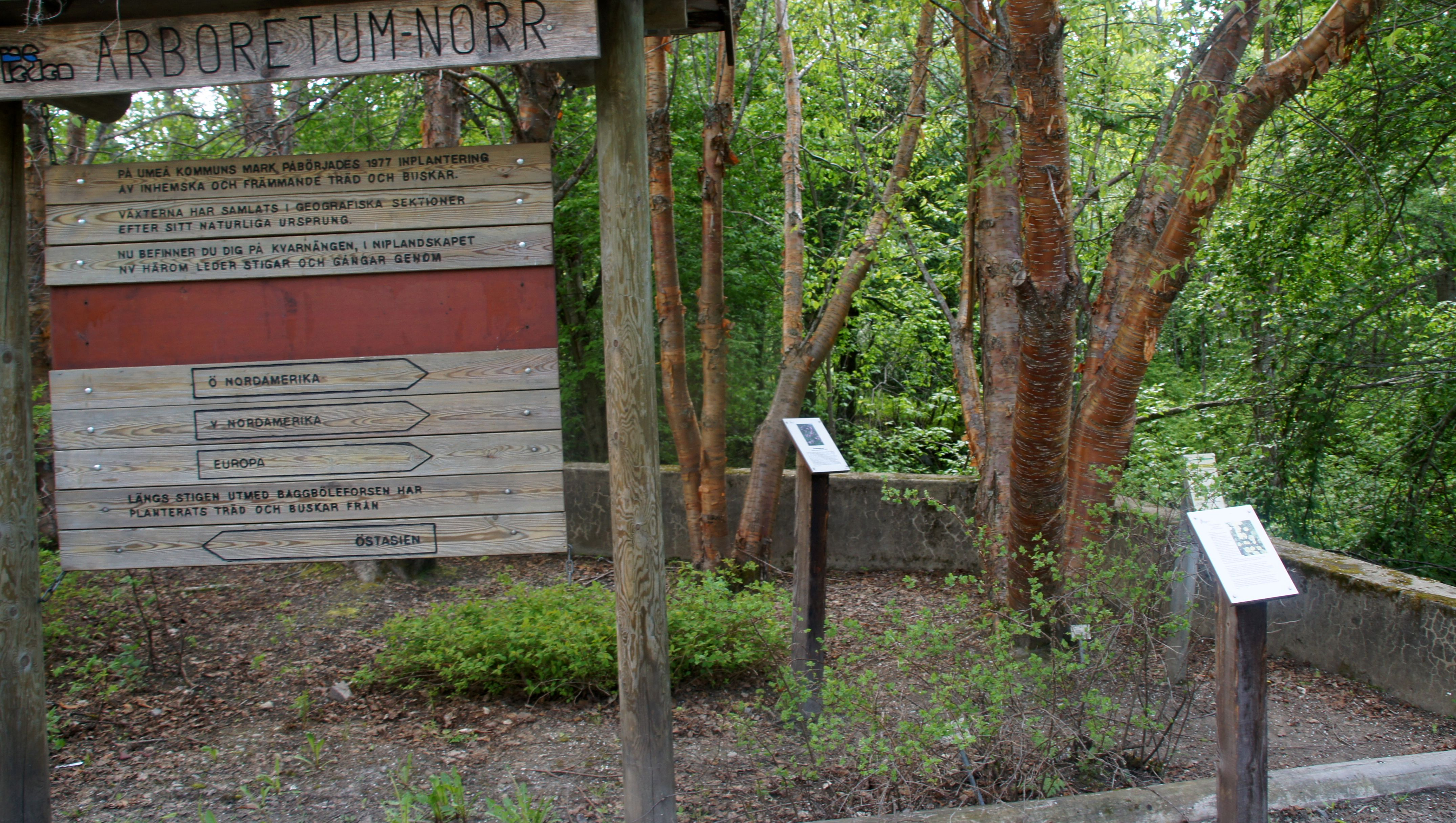
Північний дендрарій